# Бялополе (Нижньосілезьке воєводство)
Бялополе (пол. Białopole, нім. Sommerau) — село в Польщі, у гміні Боґатиня Зґожелецького повіту Нижньосілезького воєводства.
Населення — 45 осіб (2011).
У 1975-1998 роках село належало до Єленьоґурського воєводства.

## Демографія
Демографічна структура станом на 31 березня 2011 року:
|          | Загалом | Допрацездатний вік | Працездатний вік | Постпрацездатний вік |
| -------- | ------- | ------------------ | ---------------- | -------------------- |
| Чоловіки | 25      | 3                  | 19               | 3                    |
| Жінки    | 20      | 5                  | 10               | 5                    |
| Разом    | 45      | 8                  | 29               | 8                    |